# BIBSYS
BIBSYS ist eine vom norwegischen Ministerium für Bildung und Forschung eingerichtete und organisierte Behörde. Sie sorgt für den Austausch, die Speicherung und den Abruf von Daten in Bezug auf Forschung und Lehre, insbesondere Metadaten zu Bibliotheksressourcen.
BIBSYS arbeitet mit allen norwegischen Universitäten und Fachhochschulen sowie mit Forschungseinrichtungen und der norwegischen Nationalbibliothek zusammen. Bibsys ist formell als Abteilung der Technisch-Naturwissenschaftliche Universität Norwegens (NTNU) in Trondheim organisiert. Das Direktorium wird vom norwegischen Ministerium für Bildung und Forschung ernannt.
BIBSYS bietet Forschern, Studenten und anderen einen einfachen Zugang zu Bibliotheksressourcen durch die Bereitstellung des einheitlichen Suchdienstes Oria.no und anderer Bibliotheksdienste. Sie liefern auch integrierte Produkte für den internen Betrieb von Forschungs- und Spezialbibliotheken.
Als DataCite-Mitglied fungiert BIBSYS als nationaler DataCite-Vertreter in Norwegen und ermöglicht damit allen norwegischen Hochschul- und Forschungseinrichtungen, DOI für ihre Forschungsdaten zu nutzen.
Alle ihre Produkte und Dienstleistungen werden in Zusammenarbeit mit ihren Mitgliedsinstitutionen entwickelt.

## Geschichte
BIBSYS begann 1972 als gemeinsames Projekt der Bibliothek der Königlich Norwegischen Gesellschaft der Wissenschaften (Det Kongelige Norske Videnskabers Selskabs Bibliotek), der Bibliothek des Norwegischen Technischen Hochschule und des Computerzentrums des Norwegischen Instituts für Technologie. Ziel des Projekts war die Automatisierung interner Bibliotheksroutinen. Seit 1972 hat sich Bibsys von einem Bibliothekssystemlieferanten für zwei Bibliotheken in Trondheim zu einem nationalen Bibliothekssystem für norwegische Forschungs- und Spezialbibliotheken entwickelt. Die Zielgruppe hat sich auch auf die Kunden von Forschungs- und Spezialbibliotheken ausgeweitet, indem ihnen ein einfacher Zugang zu Bibliotheksressourcen ermöglicht wird.
BIBSYS ist eine öffentliche Verwaltungsbehörde, die dem Ministerium für Bildung und Forschung untersteht und verwaltungstechnisch als eine Einheit der NTNU organisiert ist. Neben dem BIBSYS Library System besteht das Produktportfolio aus BISBYS Ask, BIBSYS Brage, BIBSYS Galleri und BIBSYS Tyr. Der gesamte Betrieb der Anwendungen und Datenbanken wird zentral von BIBSYS durchgeführt. BIBSYS bietet darüber hinaus eine Reihe von Dienstleistungen an, sowohl in Verbindung mit ihren Produkten als auch unabhängig von den Produkten.